# DS 3
A DS 3 (korábban Citroën DS3) egy kiskategóriás autó, melyet a francia Citroën autógyár készít 2009-től. A DS3 egy kompakt autó, melyet a gyár a MINI, az Alfa Romeo Mito és az Audi A1 ellenfelének szánt. A brit Top Gear magazintól megkapta a 2010-es Év Autója címet. 2011 júniusában a Citroën bejelentette, hogy megkapták a 100.000-edik DS3 megrendelést is.

## Motorok
| Benzines motor | Benzines motor | Benzines motor   | Benzines motor             | Benzines motor         | Benzines motor | Benzines motor | Benzines motor        | Benzines motor |
| Modell         | Motor          | Hengerűrtartalom | Teljesítmény               | Nyomaték               | 0–100 km/h, mp | Végsebesség    | CO2 kibocsátás (g/km) |                |
| -------------- | -------------- | ---------------- | -------------------------- | ---------------------- | -------------- | -------------- | --------------------- | -------------- |
| VTi 95         | I4             | 1397 cm3         | 95 LE (70 kW)/6000 ford.   | 135 Nm/4000 ford.      | 10.6           | 183 km/h       | 134                   |                |
| VTi 120        | I4             | 1598 cm3         | 120 LE (88 kW)/6000 ford.  | 160 Nm/4200 ford.      | 8.9            | 190 km/h       | 136                   |                |
| THP 150        | I4             | 1598 cm3         | 157 LE (115 kW)/6000 ford. | 240 Nm/1400-4000 ford. | 7.3            | 214 km/h       | 155                   |                |
| Dízeles motor  |                |                  |                            |                        |                |                |                       |                |
| Modell         | Motor          | Hengerűrtartalom | Teljesítmény               | Nyomaték               | 0–100 km/h, s  | Végsebesség    | CO2 kibocsátás (g/km) |                |
| HDi 90 FAP     | I4             | 1560 cm3         | 90 LE (66 kW)/3750 ford.   | 230 Nm/2000 ford.      | 11.3/11.5      | 180 km/h       | 104/99                |                |
| HDi 110 FAP    | I4             | 1560 cm3         | 110 LE (81 kW)/4000 ford.  | 270 Nm/2000 ford.      | 9.8            | 190 km/h       | 115                   |                |

## Váltók
| Benzines motor | Benzines motor | Benzines motor        | Benzines motor        |
| Modell         | Év             | Alap                  | Választható           |
| -------------- | -------------- | --------------------- | --------------------- |
| VTi 95         | 2009-          | 5-sebességes manuális | -                     |
| VTi 120        | 2009-          | 5-sebességes manuális | 4-sebességes automata |
| THP 150        | 2009-          | 6-sebességes manuális | -                     |
| Dízeles motor  |                |                       |                       |
| Modell         | Év             | Alap                  | Választható           |
| HDi 90 FAP     | 2009-          | 5-sebességes manuális | -                     |
| HDi 110 FAP    | 2009-          | 6-sebességes manuális | -                     |

## Kabrió
A Citroën a 2012-es Párizsi Autószalonon mutatta meg először a DS3 kabrió változatát. A vászontetős kivitel forgalmazása 2013 tavaszán kezdődhet.

## A ralisportban
A modell WRC-változata 2010-ben váltotta a C4 WRC-t a Citroën rali-világbajnoki csapatában. Sébastien Loeb és Sébastien Ogier a 2010-es és a 2011-es idényben is megszerezték vele a Citroënnek a gyártók bajnoki címét. Loeb mindkét évben megnyerte az egyéni értékelést.